# Франкавілла-аль-Маре
Франкавілла-аль-Маре (італ. Francavilla al Mare) — муніципалітет в Італії, у регіоні Абруццо,  провінція К'єті.
Франкавілла-аль-Маре розташована на відстані близько 165 км на схід від Рима, 75 км на схід від Л'Аквіли, 14 км на північний схід від К'єті.
Населення — 25 409 осіб (2014).

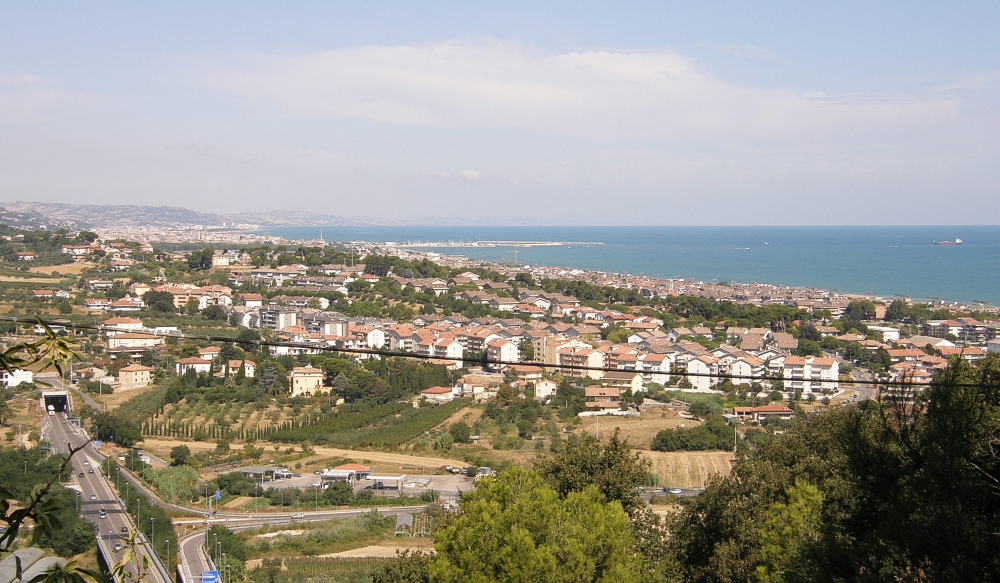

Щорічний фестиваль відбувається 18 серпня. Покровитель — San Franco.

## Демографія
Населення за роками:

Станом на 1 січня 2023 року в муніципалітеті офіційно проживало 1480 іноземців з 79 країн, серед них 554 громадяни країн Євросоюзу та 113 громадян України.

## Сусідні муніципалітети
- К'єті
- Мільяніко
- Ортона
- Пескара
- Рипа-Театіна
- Сан-Джованні-Театіно
- Торревеккія-Театіна